# Sericopelma
Sericopelma is een geslacht van spinnen uit de familie vogelspinnen (Theraphosidae).

## Soorten
De volgende soorten zijn bij het geslacht ingedeeld:
- Sericopelma commune F. O. P.-Cambridge, 1897
- Sericopelma dota Valerio, 1980
- Sericopelma fallax Mello-Leitão, 1923
- Sericopelma ferrugineum Valerio, 1980
- Sericopelma generala Valerio, 1980
- Sericopelma immensum Valerio, 1980
- Sericopelma melanotarsum Valerio, 1980
- Sericopelma panamense (Simon, 1891)
- Sericopelma rubronitens Ausserer, 1875
- Sericopelma silvicola Valerio, 1980
- Sericopelma upala Valerio, 1980